# Lingua frigia
La lingua frigia, chiamata anche più semplicemente frigio, è una lingua indoeuropea estinta parlata anticamente dai Frigi, popolo che durante l'età del Bronzo migrò, probabilmente partendo dai Balcani o dalla Tracia, in Asia Minore, territorio in cui è storicamente attestato. Si pensava che tale migrazione fosse associata ai movimenti dei Popoli del Mare, avvenuti intorno al 1200 a.C. e comunque nel corso del XII secolo a.C., ma si tende oramai a posdatare lo spostamento frigio di due o tre secoli e a collocarlo, dunque, tra il X e il IX secolo a.C.
Il frigio si è estinto intorno al VI secolo, ma si possono ricostruire alcune parole con l'aiuto delle iscrizioni redatte in una scrittura simile all'alfabeto greco, la variante neofrigia.
Si suppone che fosse affine al tracio e forse all'armeno, soprattutto in base alle testimonianze contenute nelle fonti classiche. Erodoto riporta il racconto, di matrice macedone, secondo il quale i Frigi emigrarono in Asia Minore provenendo dalla Tracia e, giunti in Anatolia, diedero il loro nome alla regione occupata. Proseguendo poco oltre nel testo, Erodoto afferma che gli Armeni erano coloni dei Frigi, considerati un unico popolo omogeneo ancora al tempo di Serse I. A giudicare invece dai dati linguistici a nostra disposizione, il frigio dimostrerebbe delle forti affinità con l'armeno e, in particolar modo, con il greco antico.

## Nome
In ambito letterario e poetico, quindi al di fuori degli studi prettamente linguistici, l'aggettivo troiano viene spesso usato come sinonimo di frigio, anche se la lingua parlata a Troia, per ragioni essenzialmente anacronistiche, sicuramente non era quella frigia,, ragion per cui, almeno da un punto di vista scientifico, l'espressione "lingua troiana" risulta erronea ed è da evitare quando si parla della lingua frigia.

## Classificazione
Il frigio, nonostante un buon numero di isoglosse in condivisione con le lingue indoeuropee anatoliche, sicuramente non appartiene a questa particolare e arcaica sottofamiglia discesa dal protoindoeuropeo; piuttosto, mostra forti legami con il greco antico e, in misura minore, con l'armeno.

## Testimonianze
Il frigio è testimoniato principalmente da due corpora di iscrizioni e frammenti epigrafici: uno che risale ad un periodo coincidente con l'VIII secolo a.C. e prosegue sino alle soglie dell'età ellenistica (convenzionalmente denominato paleo-frigio), l'altro, più recente di una manciata di secoli, contraddistinto da una periodizzazione che parte all'incirca dall'inizio dell'era volgare e si conclude nel III o IV secolo (comunemente definito neo-frigio). Il corpus paleo-frigio è geograficamente diviso in iscrizioni della capitale Gordio (individuate dalle lettere M e W), della regione Centrale (con la lettera C), della Bitinia (con la B), della Pteria (con la P), di Tyana (con la T), di Daskyleion (etichettate con l'abbreviazione Dask), di Bayindir (con l'abbreviazione Bay), mentre alcune sono "varie" o "non identificate" (contrassegnate come Dd, dal francese documents divers). Le iscrizioni misie sembrano essere scritte in una varietà linguistica separata (in un alfabeto con una lettera aggiuntiva, chiamata "s misia").

## Rudimenti di grammatica
La scarsità delle attestazioni consente di individuare la manifesta indoeuropeicità del frigio e alcune sue caratteristiche, ma non una descrizione completa della lingua, né tantomeno un suo chiaro inquadramento dialettologico, il quale, per la vastità dell'area interessata dal frigio, rimane comunque molto probabile e, in certi casi, ricostruibile. I nomi vengono declinati per caso (almeno quattro certi: nominativo, accusativo, genitivo e dativo), genere (tre: maschile, femminile e neutro) e numero (singolare e plurale), mentre i verbi sono coniugati per tempo, voce, modo, persona e numero. Neanche una parola, però, è attestata in tutte le sue variazioni morfologiche.
Per quanto pertiene all'impianto fonetico, il frigio presenta a/o differenziate, *ō > /u/ (come l'armeno), una "rotazione consonantica" (*d > /t/, *dh > /d/, *t > /t/, esibendo ancora analogie con l'armeno), e il passaggio *-m > -n (come il greco). Presenta poi, per quanto riguarda la sua morfologia, un aumento come marca del preterito (ad esempio aoristo), sempre in linea col greco e con l'armeno, come visibile in eberet, forma probabilmente corrispondente al PIE *e-bher-e-t (in greco antico: ἔφερε?).

## Sintassi

### Ordine delle parole
A giudicare dai dati disponibili, l'ordine non marcato (ovvero basico) degli elementi frasali in frigio sembra essere, seguendo la dicitura tipologica, quello SOV; inoltre, tale ordine si realizza sia con un oggetto diretto sia con un oggetto indiretto.

## Vocabolario
Si è conservata e si possiede una discreta raccolta di parole frigie, almeno in teoria; però il significato, l'etimologia e persino la grafia corretta di molte di queste parole (prevalentemente tratte dalle iscrizioni giunte a noi) sono ancora in discussione. Un certo contributo lessicale è apportato, in aggiunta, dalle glosse ritrovate nelle opere degli autori classici.
Una celebre parola frigia è certamente bekos, che significa "pane". Stando al racconto di Erodoto, il faraone Psammetico I, volendo stabilire quale fosse la lingua originaria e primigenia dell'umanità, ordinò a tal proposito che due bambini venissero allevati da un pastore completamente isolati dal mondo, proibendo a questi che essi potessero udire anche una singola parola e incaricandolo di riferirgli la prima parola pronunciata dai due bambini. Dopo due anni il pastore riferì che, entrando nella loro camera, i bambini si erano avvicinati a lui stendendo le mani e chiedendo bekos. Dopo aver condotto una ricerca, il faraone scoprì che questa era la parola frigia per indicare il pane di farina di grano, perciò gli Egizi furono costretti ad ammettere che i Frigi erano una nazione più antica della loro. La parola bekos è attestata diverse volte anche nelle iscrizioni paleo-frigie su stele funerarie. Si è ipotizzato che questa parola sia correlata al tedesco backen e all'inglese bake "cuocere", tutte dalla radice protoindoeuropea *bheh3g- (da cui anche l'albanese bukë "pane, cibo" e il greco φώγω "infornare, arrostire").
Secondo Clemente Alessandrino (in Stromata), il quale cita un certo Neanthus di Cizico, bedu significa "acqua" (PIE *wed-). Si diceva che i Macedoni adorassero un dio di nome Bedu, che veniva da essi interpretato come "aria". Il dio apparirebbe anche nei rituali orfici.
Come affermato da Platone nel suo dialogo intitolato Cratilo, alcune parole greche sarebbero di chiara origine frigia, come πῦρ (pȳr) "fuoco", ὕδωρ (hýdōr) "acqua" e κύων (kýōn) "cane".
Altre parole frigie comprendono:
- anar "marito", dal PIE *Hner- "uomo", per cui si confrontino il greco ἀνήρ (anèr) "uomo (nel senso di "maschio"), marito", albanese njer-i ("persona, individuo"), l'armeno ayr ("uomo") e il latino Nero (il nome Nerone, in origine puramente italico, significava "uomo valoroso, eroe").
- attagos, "capra".
- balaios, 'largo, veloce'.
- belte, 'palude', dal PIE *bhel-, 'brillare', cfr. l'albanese baltë (limo, fango).
- brater, 'fratello', dal PIE *bhrater-, 'fratello', cfr. il greco antico φράτηρ (parente, affine), il latino frater (fratello) e il tedesco bruder (fratello).
- daket, '(egli) fa, causa', dal PIE *dhe-k-, 'mettere', cfr. il latino facere (fare).
- germe, 'caldo, calore', PIE *ghwer-, 'caldo, calore'; greco antico θερμός (thermòs), armeno germ, albanese zjarm, sanscrito gharma.
- kakon, 'danneggiare, malato', PIE *kaka-, 'defecare', cfr. greco antico κακός (cattivo, male, malato), albanese keq (male).
- knoumane, 'tomba', forse dal PIE *knu-, 'graffiare', cfr. greco antico κνάω, 'graffiare' (il tedesco Grab e graben e l'inglese 'grave' tomba viene dal PIE *grebh, che significa 'scavare, graffiare').
- manka, 'stele'.
- mater, 'madre', PIE *mater-, 'madre'; latino mater, albanese moter (sorella), greco antico μήτηρ, tedesco Mutter, inglese mother
- meka, 'grande', PIE *meg-, 'grande'; greco antico μέγας, 'grande', latino magnus
- zamelon, 'schiavo', PIE *dhghom-, 'terra'; greco antico χάμελος 'umile'.

### Annotazioni esplicative
1. ↑  Il luvio, il lidio e un precursore o forma arcaica di etrusco sono le uniche ipotesi plausibili rimaste al vaglio in questa annosa e dibattuta questione. Per approfondire, è possibile consultare, tra l'ampia scelta nella letteratura sull'argomento: Kloekhorst 2012, pp. 49-50.

### Riferimenti bibliografici e sitografici
1. ↑   Frigio, in Sapere.it, De Agostini. URL consultato il 23 gennaio 2023.
2. 1 2   Frigio, in Treccani.it – Vocabolario Treccani on line, Roma, Istituto dell'Enciclopedia Italiana. URL consultato il 23 gennaio 2023.
3. ↑  Fortson 2010, p. 461.
4. 1 2  Erodoto, Storie, VII, 73.
5. ↑  Olander 2022, p. 191.
6. ↑  Kloekhorst 2012, p. 48.
7. 1 2  Brixhe 2008, p. 72.
8. ↑  Olander 2022, p. 216.
9. 1 2  Villar 2008, p. 534.
10. 1 2  Brixhe 2008, p. 70.
11. ↑  Villar 2008, pp. 535-536.
12. ↑  Villar 2008, p. 537.
13. ↑  Ligorio, Lubotsky 2018, p. 1828.
14. ↑  Ligorio, Lubotsky 2018, p. 1818.
15. ↑  Erodoto, Storie, II, 2.
16. ↑  Platone, Cratilo, 410a.

### Fonti primarie
- (GRC) Erodoto, Storie.
- (GRC) Platone, Cratilo.

### Fonti secondarie